# Château de Czocha
Le château de Czocha, en allemand : Burg Tzschocha, se trouve sur les bords de la rivière Kwisa près de Leśna, dans la voïvodie de Basse-Silésie au sud-ouest de la Pologne. Il est construit sur un rocher du gneiss sur la rive abrupte de la rivière. Devasté au XIVe siècle, les parties les plus anciennes du château sont l'habitation seigneuriale et le donjon en style Renaissance, auxquelles ont plus tard été ajoutées d'autres parties habitables.

## Histoire
Au Xe siècle, les domaines de Czocha constituaient la frontière orientale de la marche de Misnie, créée vers l'an 965 au cours de la colonisation germanique. L'ancien terrain des Milceni s'étendait jusqu'à la rive gauche de la Kwisa ; le territoire sur la rive droite faisait partie de la région de Silésie, dont le règne est entre les mains des ducs polonais de la dynastie Piast. En 1158, la partie orientale de la Misnie, la future Haute-Lusace, passa au rois de Bohême.

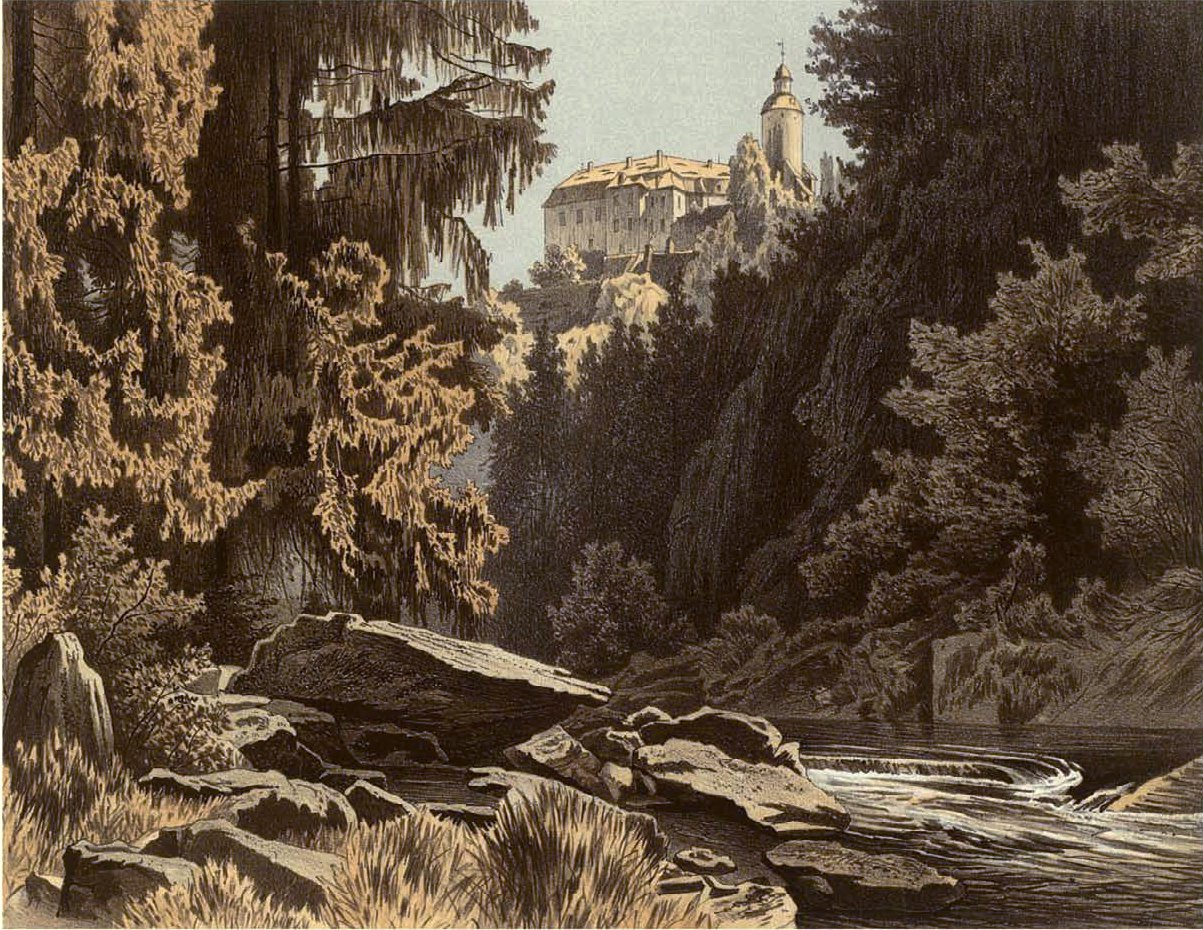
Le château de Czocha, lithographie d'Alexander Duncker (1869).

Le château est d'abord une place forte à la limite Est de la Haute-Lusace, la construction est commandée par le roi Venceslas Ier de Bohême, au milieu du XIIe siècle (après l'an 1241). En 1253, le fief passe aux mains de l'évêque Conrad de Meissen. En 1319, le roi Venceslas II de Bohême a remis les domaines au duc silésien Henri de Jawor, en dot de sa fille Agnès. Puis, après la mort d'Henri en 1346, la forteresse devient la propriété de son neveu, le duc Bolko II le Petit, et de sa femme Agnès de Habsbourg. La première apparition du château en pierre remonte à 1329.
Au milieu du XIVe siècle, le château en tant que fief de la couronne de Bohême est annexé encore une fois par Charles IV de Luxembourg, empereur et roi de Bohême. Ensuite, entre 1389 et 1453, la seigneurie de Czocha appartient aux familles nobles des Dohna et des Klux. Fortifié, le château est assiégé par les Hussites au début du XVe siècle. Ces derniers finissent par s’en emparer en 1427 et y rester pour une durée inconnue.
En 1453, le château est racheté par les von Nostitz, qui le possèdent pendant 250 ans, en le rénovant selon plusieurs projets d’aménagement en 1525 et 1611. Les murs du château sont solidifiés et fortifiés, ce qui lui permet de résister au siège des Suédois lors de la guerre de Trente Ans. Au cours de la paix de Prague en 1635, la seigneurie de Czocha échoit aux princes-électeurs de Saxe. En 1703, le château est racheté par Jan Hartwig von Uechtritz, courtisan influent d’Auguste II. Le 17 août 1793, le site entier est à nouveau détruit par un incendie.

Plan du château (1714)

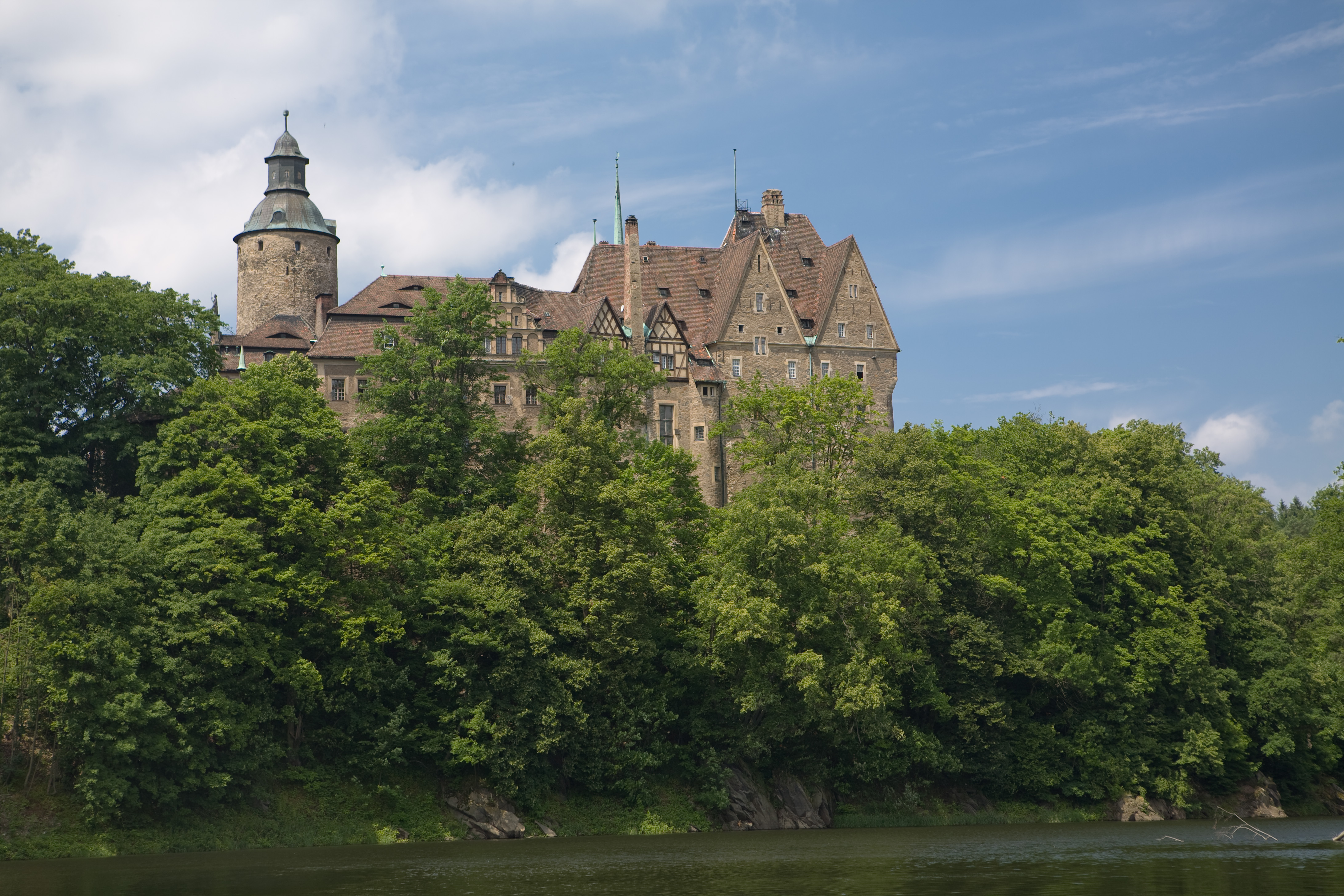
Le château vu de la Kwisa.

Après le congrès de Vienne en 1815, Czocha passa au royaume de Prusse. En 1910, le château est acheté par un fabricant de cigares originaires de Dresden, Ernst Gutschow, qui le fait reconstruire par l’architecte berlinois Bodo Ebhardt à partir d’une peinture du château de 1703. Gutschow, qui est proche de la cour impériale russe et héberge plusieurs Russes blancs à Czocha, réside au château jusqu’en mars 1945. En partant, il emporte avec lui les biens les plus précieux.
Après la Seconde Guerre mondiale, le château est mis à sac plusieurs fois, tant par des soldats de l’Armée rouge que des pillards polonais venus du centre et de l’est du pays en territoires récupérés. Des meubles et d’autres biens sont volés. À la fin des années 1940 et au début des années 1950, le château abrite des réfugiés grecs ayant fui la guerre civile grecque. En 1952, Czocha est investi par l’armée polonaise, pour laquelle il sert de lieu de villégiature (en conséquence de quoi il est effacé des cartes). Le château est ouvert au public depuis septembre 1996 et sert désormais d’hôtel et de centre de conférence.

## Divers
Le château apparaît dans plusieurs films, tels que la comédie populaire Gdzie jest generał? (pl) (1963), la série australo-polonaise Les Maîtres des sortilèges (1995), la série polonaise Święta wojna (2000-2009), le film polonais Wiedźmin (en) (2001), la série polonaise Pierwsza miłość (2004), le film polonais Legenda (2005), la série polonaise Tajemnica twierdzy szyfrów (pl) (2007), le téléfilm canadien La Créature de Sherwood (2009) et la mini-série russe Снайпер: Герой сопротивления (2015) avec Gocha Koutsenko.
Récemment, le château a été le cadre de l’École de Sorcellerie, un jeu de rôle grandeur nature se déroulant dans l’univers d’Harry Potter ,.